# دونو (لومبارديا)
دونو هي كومونا في مقاطعة فاريزي في المنطقة الإيطالية لومبارديا، وتقع على بعد حوالي 60 كيلومترا (37 ميلا) شمال غرب ميلانو وحوالي 14 كيلومترا (9 أميال) شمال غرب فاريزي. ↵ تحد دونو البلديات التالية: بريساغو فالترافالافاليا، كاسالزوينو، كاسانو فالكوفيا، كوفيجليو، ميسنزانا، بورتو فالترافالافاليا.